# Estación La Dulce
La Dulce es una estación ferroviaria, ubicada en el Partido de Necochea, en la Provincia de Buenos Aires, Argentina.

## Servicios

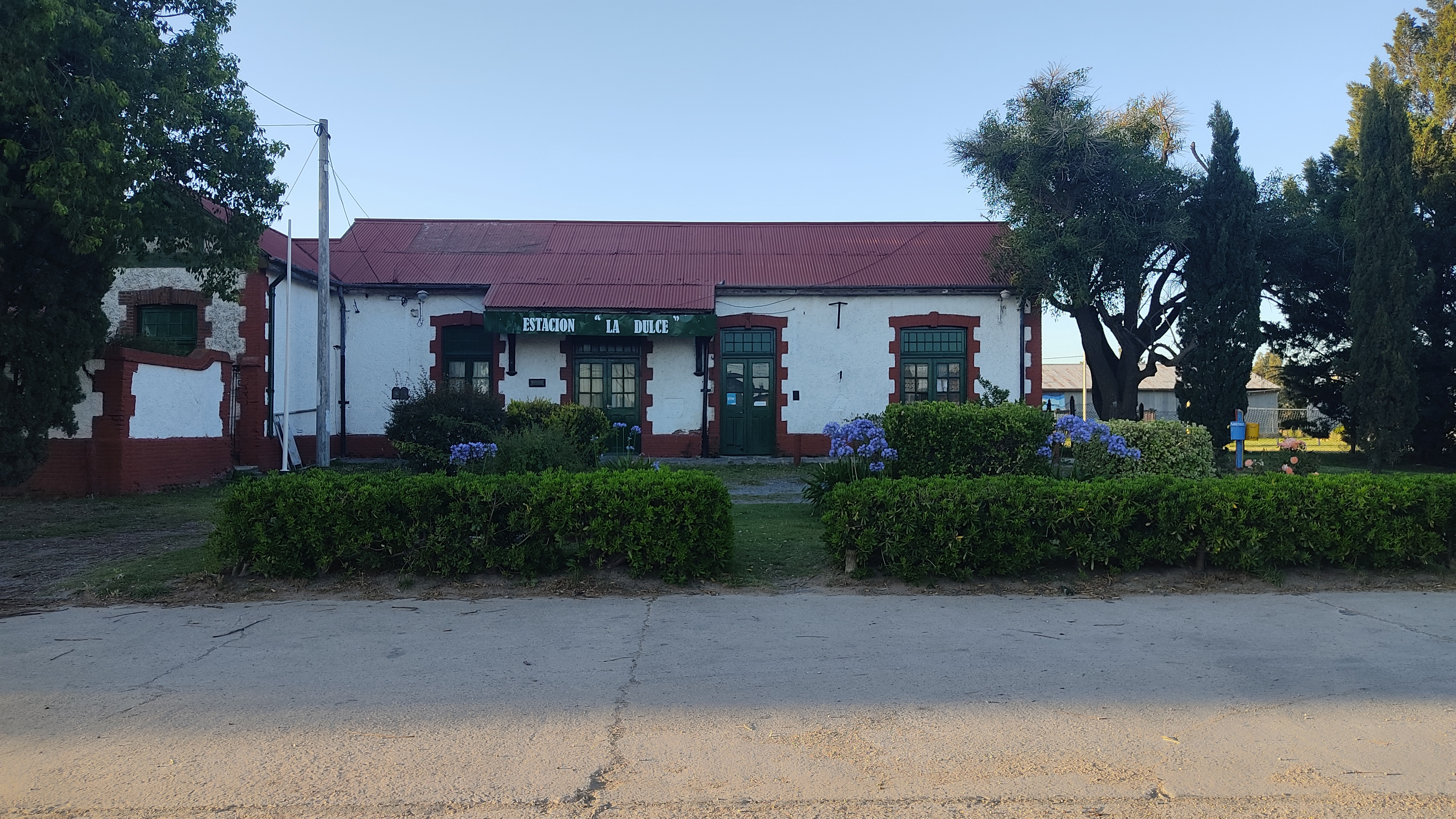
Vista de la estación ferroviaria en enero de 2025

Es una pequeña estación del ramal perteneciente al Ferrocarril General Roca, desde la Barrow hasta la estación Lobería.
No presta servicios de pasajeros.